# Enterprise Rent-A-Car
 (novembre 2014).
Si vous disposez d'ouvrages ou d'articles de référence ou si vous connaissez des sites web de qualité traitant du thème abordé ici, merci de compléter l'article en donnant les références utiles à sa vérifiabilité et en les liant à la section « Notes et références ».
Ne doit pas être confondu avec Rent A Car.
Enterprise Rent-A-Car est une société américaine de location de voitures basée à Saint-Louis (Missouri) , filiale d'Enterprise Mobility, à laquelle appartiennent également — entre autres — les entreprises de location de voiture Alamo Rent-A-Car, National Car Rental, Citer et Discount Car and Truck Rentals.
Enterprise Rent-A-Car est active dans 100 pays dans le monde notamment aux États-Unis ainsi qu'au Canada, au Mexique, et plus largement dans toute l'Amérique du Sud. Également présente en Chine, et dans de nombreux pays européens, dont la France depuis 2012.

## Historique
La société — fondée en 1957 par Jack C. Taylor, auquel a succédé son fils Andrew C. Taylor en 2012 — figure à la seizième place dans la liste des vingt plus grandes entreprises américaines non cotées du magazine Forbes et se targue d'être la première société de location de voitures d'Amérique du Nord[réf. nécessaire]. L'entreprise doit son nom à l'USS Enterprise, porte-avions sur lequel le fondateur a servi pendant la Seconde Guerre mondiale.
Enterprise Rent-A-Car emploie environ 74 000 personnes dans le monde, dans environ sept mille agences, pour un chiffre d'affaires annuel de 15 400 000 000 $ en 2012. En France, il y a fin 2014 près de deux cents agences ouvertes[réf. nécessaire]. Fort de plus de 50 années d’expérience, Enterprise est le spécialiste des services de location de véhicules de remplacement c’est ainsi qu’Enterprise se isse a la place de numéro 1 de la mobilité dans le monde

## Enterprise Holdings France
Cette filiale française a été créée en 1980. Elle est dirigée depuis 2016 par Ricky Short.
Elle est immatriculée au RCS 318 771 995. Elle est fortement déficitaire:
|                                           | 2014  | 2015 | 2016  | 2017         | 2018  |
| ----------------------------------------- | ----- | ---- | ----- | ------------ | ----- |
| Chiffre d'affaires en millions d'euros    | 104   | 117  | 102   | 117 ou 114 ? | 131   |
| Résultat net en millions d'euros (+ ou -) | -31,3 | -44  | -90,2 | -28,5        | -16,6 |
| Effectif moyen annuel                     | 879   | 890  | 981   | nc           | nc    |